# Francina de Guimerà
Francina de Guimerà (Segle XV - Vallbona de les Monges, 25 de març de 1503) fou una religiosa, abadessa del monestir de Santa Maria de Vallbona de Vallbona de les Monges.

## Biografia
Abadessa de Vallbona de les Monges de 1479 a 1503, la precedí Violant de Sestorres (1468-1479), durant el mandat de la qual fou trobada la Verge del Tallat, a la devoció de la qual el monestir de Vallbona quedaria vinculat; alhora que se li erigí l'església, rebé honors i protecció de Joan II i dels Reis Catòlics, que la visitaren el 1493 junt amb la casa monacal. La succeí Lluïsa de Meià (1503-1507), recordada pel fet que nomenà dues religioses per tal que custodiessin amb clau les quantitats procedents dels béns de la casa; segurament cada cop més importants.
Des de la creació del cenobi s'observa tant en els cognoms de les abadesses com en els de les simples monges una tendència constant de l'alta noblesa catalana a ingressar al monestir. Alhora, els privilegis, aportacions i honors que se’ls concedien feren possible també la projecció del monument eclesiàstic mateix. Per tant, no sorprèn que l'activitat de Francina de Guimerà se centrés especialment a elaborar un inventari de les rendes del monestir. També ella inicià el capbreu de la baronia, de gran interès actualment per a conèixer el poblament de la contrada. Durant el seu mandat, el 1483 una important prerrogativa per part de Sixte IV concedí a les monges de Vallbona el privilegi de notari apostòlic. Aquest no només intervenia en l'autorització de tots els documents i les escriptures del monestir, sinó també en les dels vassalls de la seva baronia. Per altra banda, legitimades pel dret de patronat sobre les rectories d'Els Omells de Na Gaia i Vallbona, tant a nivell laic com eclesiàstic, per la doble condició d'abadesses i baronesses, el monestir tenia la potestat d'escollir-ne els rectors, fet que provocà no pocs conflictes amb l'arquebisbat de Tarragona, que s'oposava a l'esmentat privilegi. L'època en què foren més punyents aquests conflictes s'inicià sota l'abadiat de Francina de Guimerà, aproximadament des de 1501, i s'estengué ben bé fins al de Manuela de Cortiada, el 1747.
Les monges estigueren a Vallbona uns quatre-cents anys soles (de meitat s. XII fins a meitat s. XVI) fins que, amb la volutant d'acomplir les disposicions del Concili de Trento, que prohibia que els monestirs de monges estiguessin en llocs solitaris, varen brindar allotjament als habitants de Montesquiu, els quals abandonaren el petit llogaret.
Francina de Guimerà, que havia estat molt anys priora, fou elegida abadessa per unanimitat i exercí el càrrec durant més de vint-i-quatre anys. Està enterrada a la sala capitular.